# Велибор
Велибор је мушко име словенског порекла. Има значење "велики борац". Значајне личности са овим именом су:
- Велибор Васовић (1939–2002), српски фудбалер
- Велибор Ђурић (1982), српски и босанскохерцеговачки фудбалер
- Велибор Јонић (1892–1946), српски политичар, министар владе и фашистички симпатизер у Другом светском рату
- Велибор Милутиновић (1944), српско-мексички фудбалски тренер и бивши играч
- Велибор Пудар (1964), фудбалски менаџер и бивши голман
- Велибор Радовић (1972), црногорско-израелски професионални кошаркаш
- Велибор Топић (1970), хрватски глумац